# Acer Aspire One
Acer Aspire one 是宏碁的小筆電或上网本系列產品名稱，於2008年7月發表，採用英特爾Atom N270微處理器、英特爾945GSE Express晶片組和英特爾82801GBM(ICH7M) I/O控制器。該生產線由廣達電腦代工生產，它備有多種顏色可供選擇，如貝殼白、寶石藍、金黃色、黑瑪瑙色及珊瑚粉紅。其主要競爭對手在小筆電市場中有華碩的Eee PC和戴爾的Inspiron Mini 9。據業界通訊報導，宏碁及廣達已經陷入困境，生產 Aspire one 的一個生產線將在2009年轉移到其他製造商。
CNET編輯對Aspire One的評價是相當正面的，儘管它只是市場上較早出現的netbook，而其他廠商亦有計劃發表更優秀的產品。

## 特色

### 操作系統
Windows XP
使用Windows XP Home Edition上安裝SP3的型號名稱結束的“X”，或結束在“B”之後的另一封信中表明的顏色。
Linux
型號結束以“L”或“A”，是以Linpus Linux作為作業系統。這提供了一個簡化的用戶界面，默認的應用程序與像Mozilla Firefox2瀏覽器，OpenOffice.org 2.3，"Acer One Mail"和"Acer One Messenger"等。根據GNU通用公共許可證宏基已發布的源代碼Linpus Linux和修改Linux內核。
預設的Linux操作系統隱藏了不少的進階功能，以防止用戶修改。但是，它仍然有可能修改它，以還原成傳統Linux桌面環境，例如“右鍵選單”，或安裝額外的軟件。
還可以安裝和運行其他版本的Linux操作系統，如Ubuntu，以Ubuntu為基礎Linux4one和Linux Mint。

### 存儲
固態磁盤
在A110型號配備了一個8GB容量固態驅動器（SSD），這種固態硬盤也被批評其緩慢的讀取和寫入速度。
硬盤
硬盤是一個固定的2.5吋5400 RPM SATA硬盤120或160 GB的。四種不同的驅動器已報告至今：希捷ST9120817AS，西部數據WD1200BEVS，WD1600BEVT和日立HTS543212L9A300。
存儲擴充槽
有一個SD/SDHC記憶存儲擴展插槽在所有型號之上，以供擴展之用。Linux上使用aufs能自動擴大固態硬盤或HDD的空間。Windows XP中對待它作為一個可移動驅動器。第二個插槽作為一個多合一記憶卡讀卡器。但是在BIOS不支持啟動的操作系統從這些插槽。用戶可以透過這些讀卡器插槽進行BIOS更新。

### 電源管理
英特爾Atom平台指定的最高熱設計功率11.8，其中N270處理器為2.5W，945GSE芯片組為6W和82801GBM I/O控制器為3.3W。
友達光電的液晶面板B089AW01額定的最大功率消耗3W。
典型的讀／寫能耗的SSD運作時約0.3W和空閒時0.01W。不同的硬盤驅動器運作時由1.5W至2.5W，空閒時約0.7w。
官方評級3電池連續使用約3小時，6電池連續使用約7小時。優化了的Linpus Linux的能耗更低。在Windows XP中，3電池連續使用約2.5小時。

### 規格
| 型號     | 作業系統 | 貯存媒體 | 貯存媒體 | 記憶體       | 電池   | 網路攝影機   | 發售地區                               |
| 型號     | 作業系統 | 類型     | 大小     | 記憶體       | 電池   | 網路攝影機   | 發售地區                               |
| -------- | -------- | -------- | -------- | ------------ | ------ | ------------ | -------------------------------------- |
| A110L    | Linux    | SSD      | 8 GB     | 512 MB       | 3-cell | 0.3 百萬像數 | 美國，加拿大，英國，澳洲，阿聯酋，歐盟 |
| A110X    | XP       | SSD      | 16 GB    | 1 GB         | 6-cell | 0.3 百萬像數 | 美國，加拿大，英國，澳洲，阿聯酋       |
| A150L    | Linux    | HDD      | 120 GB   | 512 MB／1 GB | 3-cell | 0.3 百萬像數 | 加拿大，英國                           |
| A150X    | XP       | HDD      | 120 GB   | 1 GB         | 3-Cell | 0.3 百萬像數 | 美國，加拿大，英國，台灣，澳洲         |
| A150X    | XP       | HDD      | 160 GB   | 1 GB         | 6-Cell | 1.3 百萬像數 | 美國，加拿大，瑞士，台灣               |
| A150X-3G | XP       | HDD      | 120 GB   | 1 GB         | 6-Cell | 1.3 百萬像數 | 英國                                   |
| LUD10    | XP       | HDD      | 160 GB   | 1 GB         | 6-Cell | 0.3 百萬像數 | 美國，加拿大，英國，台灣，澳洲         |
| ZG5      | XP       | HDD      | 120 GB   | 1 GB         | 3-Cell | 0.3 百萬像數 | 巴西                                   |
| ZG5      | XP       | HDD      | 160 GB   | 1 GB         | 3-Cell | 0.3 百萬像數 | 美國（Walmart）                        |
| ZG5      | Linux    | HDD      | 160 GB   | 1 GB         | 3-Cell | 0.3 百萬像數 |                                        |

### 額外的硬件
2008年11月，3G對應的Aspire one A150X-3G在歐洲上市，而3G解調器亦將開始發售，英國在12月亦發表“G”型號。

## 問題
風扇噪音
早期報導說Aspire one有異常的風扇噪音，雖然這可以使用軟件控制將問題減少。
缺乏藍牙
沒有內置藍牙技術，因此一些用戶自行增加了USB接口的藍牙適配器。
緩慢的SSD
附屬的SSD已經被批評為緩慢的速度，尤其是在讀寫、操作和反應，一些用戶用CompactFlash或拆換新的SSD取代原有的SSD。
升級內存
與其他設備不同的是，在不將Aspire one解體的情況下是無法裝拆記憶體。512MB型號配置有一個空置的內存插槽，可用於購買額外512MB或1GB的RAM，但不兼容2GB的記憶體。記憶體類型是PC2-5300的SO-DIMM。

## 图集

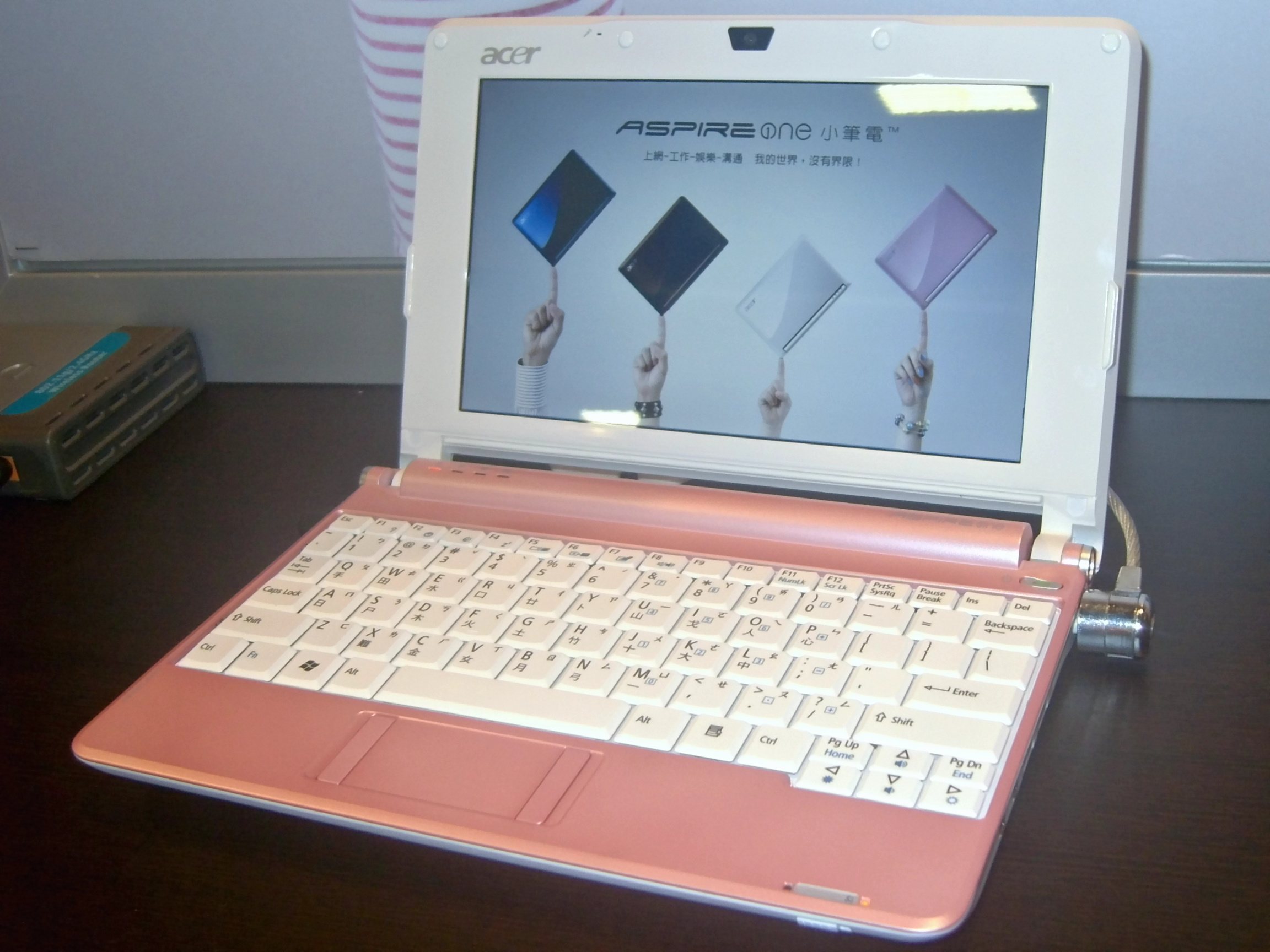
一台粉色的Aspire One
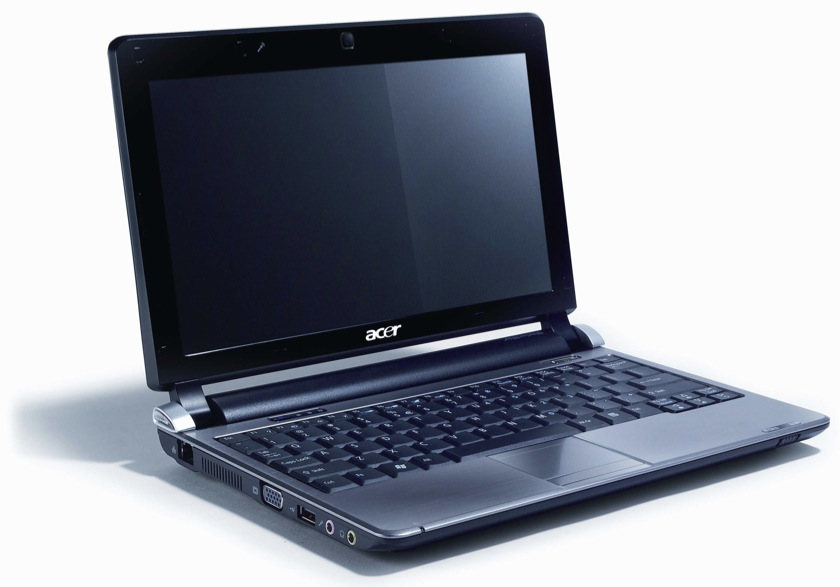
Acer Aspire One D250
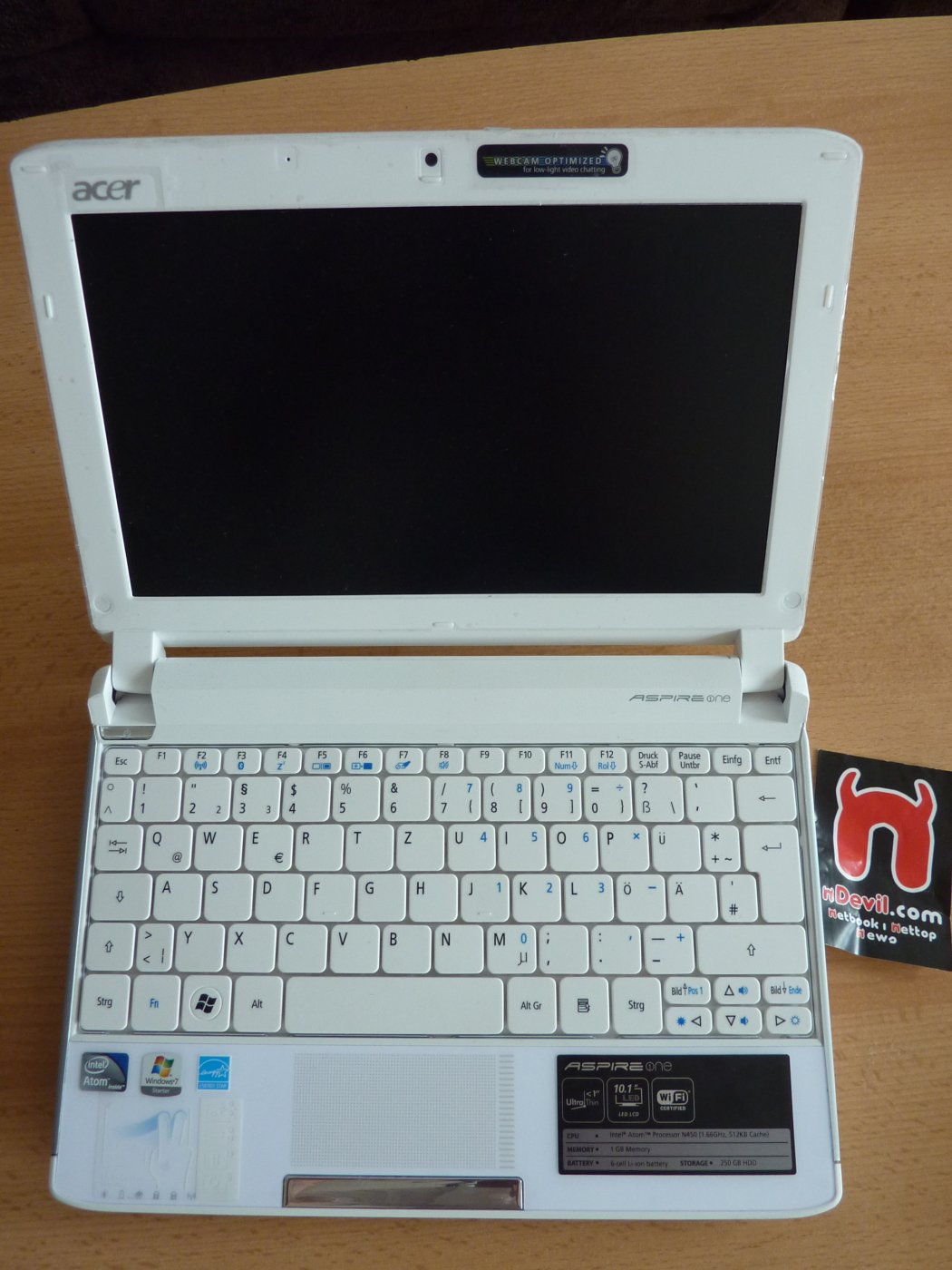
Acer Aspire One 532h
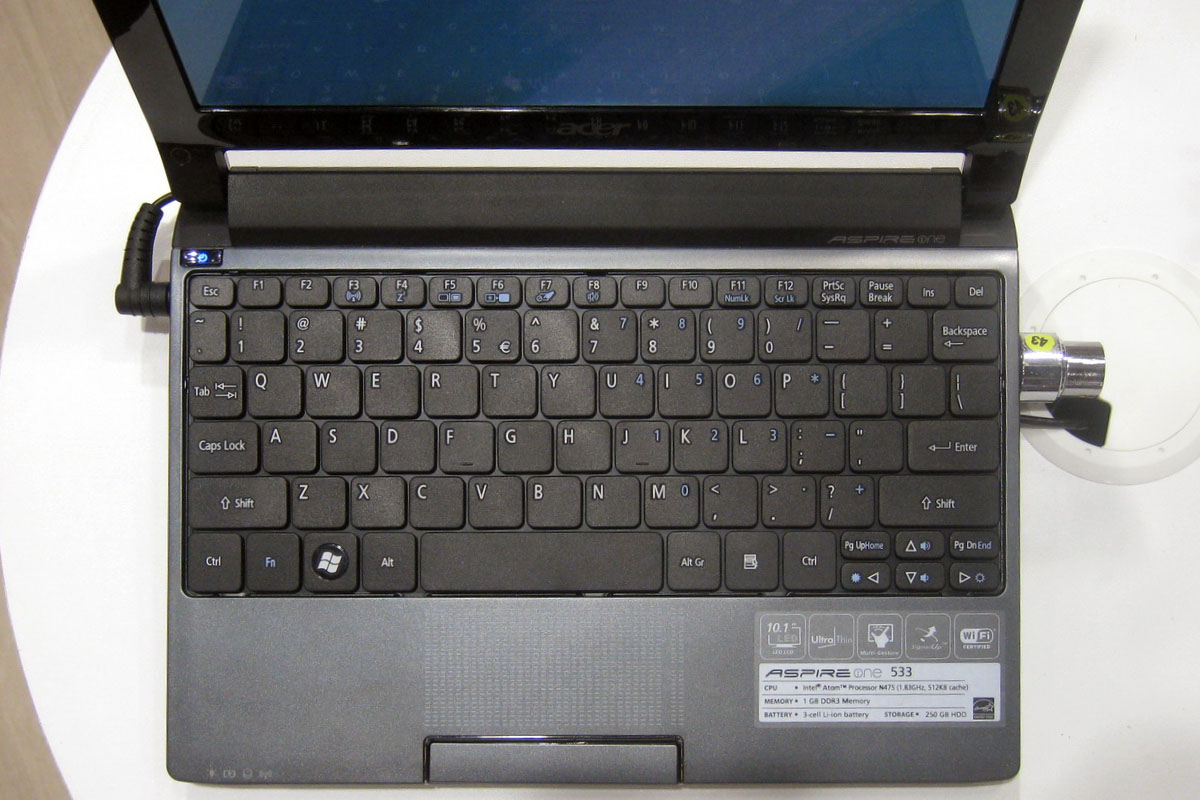
Acer Aspire One 533
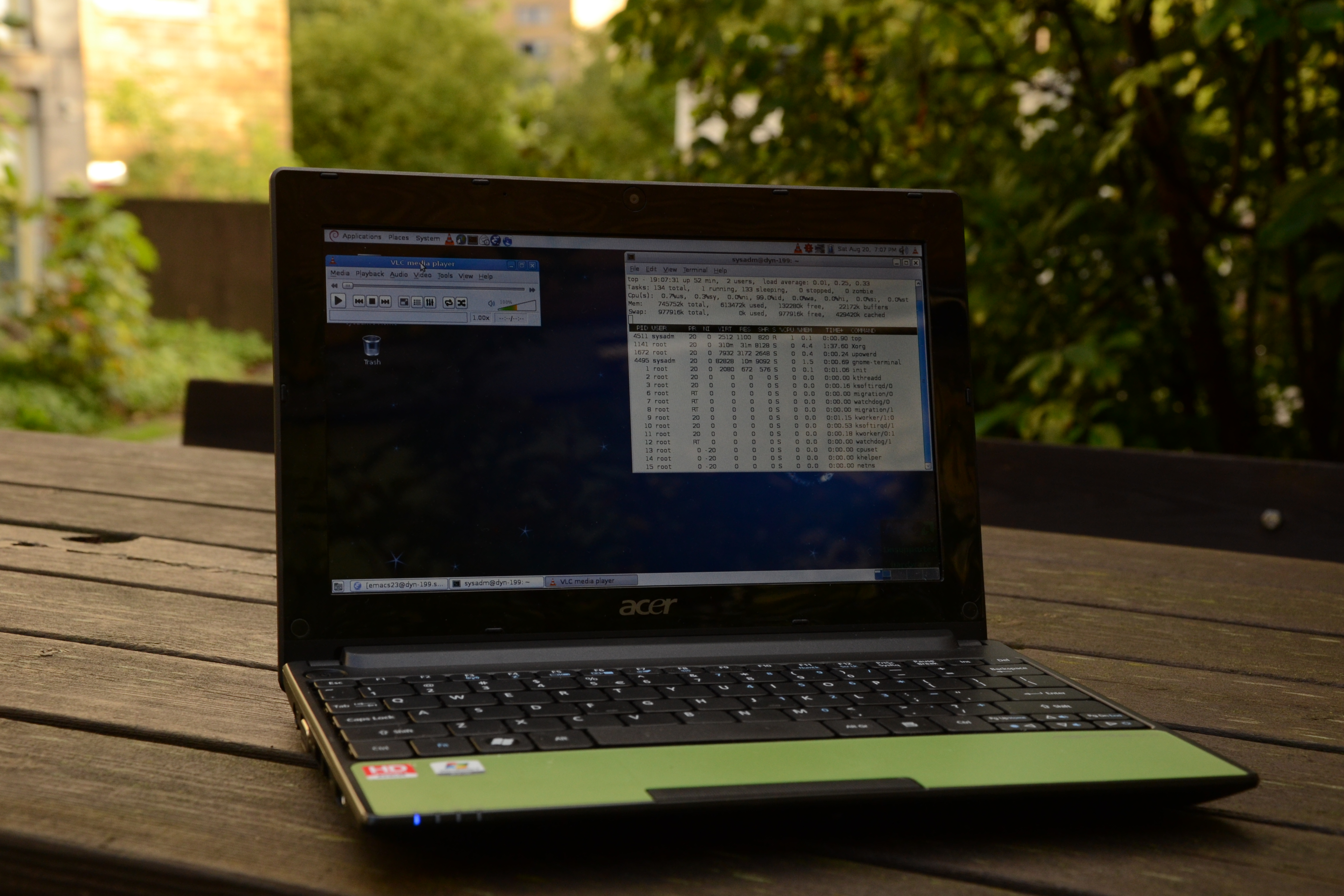
Acer aspire one 522
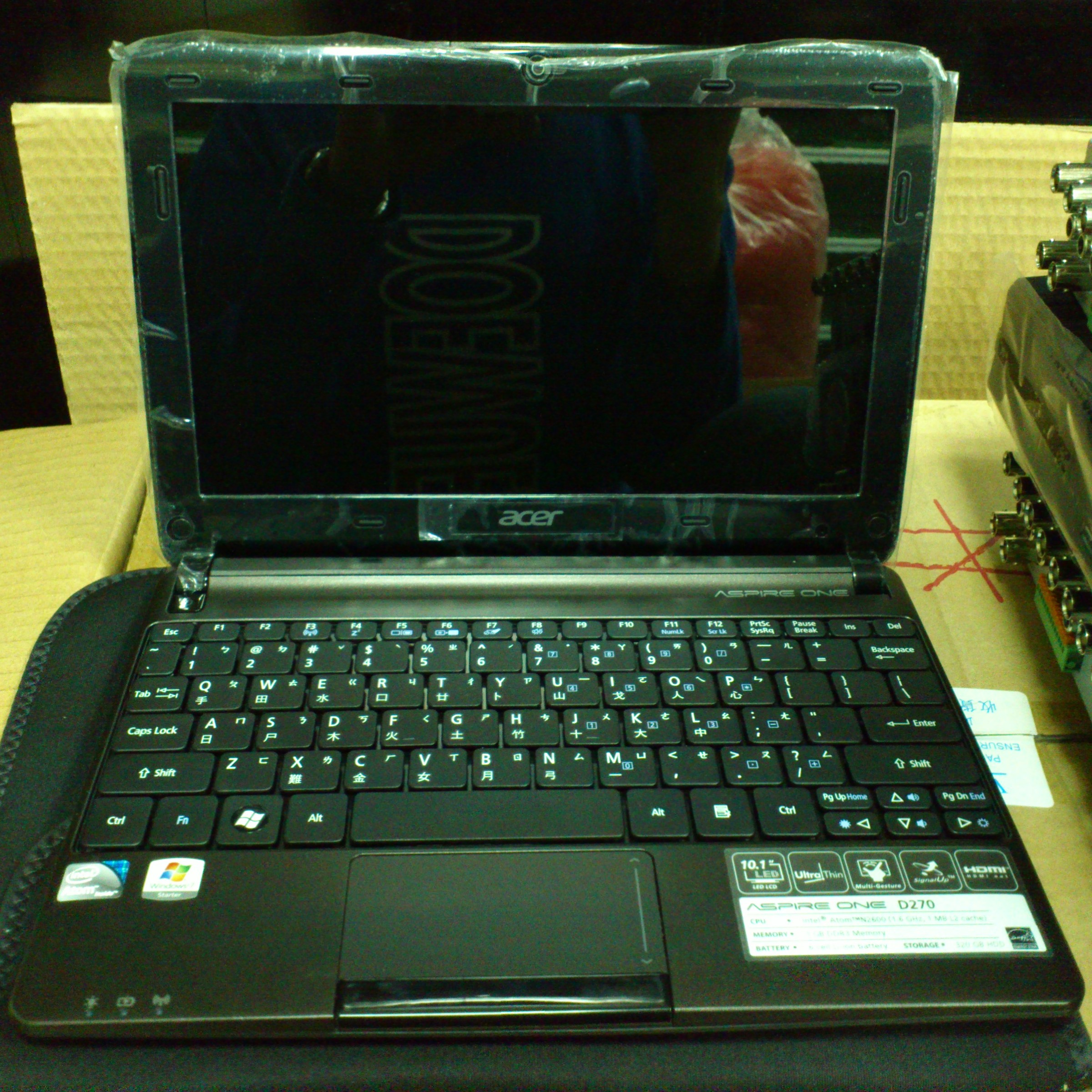
Acer Aspire One D270

## 外部連結
- Aspire one（页面存档备份，存于）
- Acer Aspire one 產品介紹（页面存档备份，存于）